# راشل هیهو فلینت
راشل هیهو فلینت، بارونس هیهو فلینت، (۱۱ ژوئن ۱۹۳۹–۱۸ ژانویه ۲۰۱۷) یک بازیکن کریکت، تاجر و بشردوست انگلیسی بود. او بیشتر به دلیل کاپیتانی انگلیس از سال ۱۹۶۶ تا ۱۹۷۸ شناخته شد و در شش تست کریکت شکست ناپذیر بود: در مجموع، او از سال ۱۹۶۰ تا ۱۹۸۲ برای تیم کریکت زنان انگلیس بازی کرد. هیهو فلینت کاپیتان بود زمانی که تیمش در افتتاحیه جام جهانی کریکت زنان در سال ۱۹۷۳، که انگلستان میزبان آن بود، قهرمان شد. او همچنین اولین کریکت زنی بود که در یک مسابقه آزمایشی شش ضربه را زد و یکی از ده زنی بود که به عضویت باشگاه کریکت مریلبون درآمد.
او همچنین در سال ۱۹۶۴ به عنوان دروازه‌بان برای تیم ملی هاکی انگلیس بازی کرد.
به گفته اسکیلد بری: «او علاوه بر دستاوردهای دیگر خود، دابلیو. جی. گریس کریکت زنان بود - پیشگامی که بدون او بازی آنطور که هست نمی‌شد.»

## اوایل زندگی
راشل هیهو در ولورهمپتون به دنیا آمد. والدین او روما کراکر و جفری هیهو معلمان تربیت بدنی بودند که در کالجی در دانمارک با هم آشنا شدند. هر دو در ولورهمپتون تدریس می‌کردند.
او از سال ۱۹۵۰ تا ۱۹۵۷ در دبیرستان دخترانه ولورهمپتون تحصیل کرد و سپس تا سال ۱۹۶۰ در کالج تربیت بدنی دارتفورد (سپس بخشی از دانشگاه گرینویچ شد) تحصیل کرد.

## حرفه کریکت
هیهو فلینت عمدتاً یک ضربه‌زن راست دست بود و گهگاهی هم لگ اسپین. او در ۲۲ مسابقه کریکت تست زنان از سال ۱۹۶۰ تا ۱۹۷۹ با میانگین ضربات ۴۵٫۵۴ در ۳۸ نوبت بازی کرد. او ۳ ویکت تست گرفت و سه سنچری آزمایشی را به ثمر رساند، از جمله بالاترین امتیاز او ۱۷۹ شد، رکوردی جهانی که در سال ۱۹۷۶ نیز در مقابل استرالیا در اوال کریکت به ثمر رساند، و با زدن ۸ ساعت و نیم، با حریف مساوی شد. او همچنین در ۲۳ مسابقه بین‌المللی یک روزه زنان با میانگین ضربه‌ای ۵۸٫۴۵ و امتیاز برتر ۱۱۴ بازی کرد. او به مدت ۱۲ سال، ۱۹۶۶ تا ۱۹۷۸، کاپیتان تیم کریکت زنان انگلیس بود. در حالی که کاپیتان بود، او حتی یک مسابقه را نیز نباخت.
او شش گل اول را در یک مسابقه تست زنان در سال ۱۹۶۳ در اوال کریکت مقابل استرالیا زد. او در تلاش برای برگزاری اولین جام جهانی زنان، کمک مالی از دوستش جک هیوارد، نقش اساسی داشت. او کاپیتان تیم انگلیس در این مسابقات بود و یک نیم قرن در فینال به ثمر رساند که انگلیس در ۲۸ ژوئیه ۱۹۷۳ در برابر استرالیا در اجباستون پیروز شد. زنان بر مردان پیروز شدند و به همین دلیل اولین جام جهانی کریکت مردان برای دو سال دیگر برگزار نشد.

## ورزش‌های دیگر
او در سال ۱۹۶۴ به عنوان دروازه‌بان برای تیم ملی هاکی روی چمن انگلستان بازی کرد و گلف‌بازی بود که تعداد اشکال‌هایش تک رقمی بود (اصطلاحاً single-figure handicap). او استافوردشایر هاکی، اسکواش و گلف بازی می‌کرد.
او از سال ۱۹۹۷ تا ۲۰۰۳ در هیئت مدیره ولورهمپتون واندررز خدمت کرد و سپس نایب رئیس بود.

## کتابشناسی
او در سال ۱۹۷۶ با همکاری مشترک نتا راینبرگ، تاریخچه کریکت زنان را با نام بازی جوانمردانه: داستان کریکت زنان نوشت و   انتشارات آنگوس و رابرتسون آن را چاپ کرد. (شابک ‎۹۷۸-۰-۲۰۷-۹۵۶۹۸-۰). او همچنین دو سال بعد، یک راهنمای آموزشی برای هاکی روی چمن به نام راشل هیهو فلینت: هاکی روی چمن با کتاب‌های ورزشی بارون نوشت. شابک ‎۹۷۸-۰-۸۱۲۰-۵۱۵۸-۲). زندگی‌نامه وی به نام هیهو (شابک ‎۹۷۸-۰-۷۲۰۷-۱۰۴۹-۶) توسط انتشارات پلهام بوکس با پیشگفتاری از کمدین و عاشق کریکت اریک مورکم منتشر شد.